# Siboglinum robustum
Siboglinum robustum är en ringmaskart som beskrevs av Ivanov 1960. Siboglinum robustum ingår i släktet Siboglinum och familjen skäggmaskar. Inga underarter finns listade i Catalogue of Life.